# Anurida maritima
Anurida maritima är en urinsektsart som först beskrevs av Guerin-meneville 1836.  Anurida maritima ingår i släktet Anurida och familjen Neanuridae. Arten är reproducerande i Sverige. Inga underarter finns listade i Catalogue of Life.

## Bildgalleri

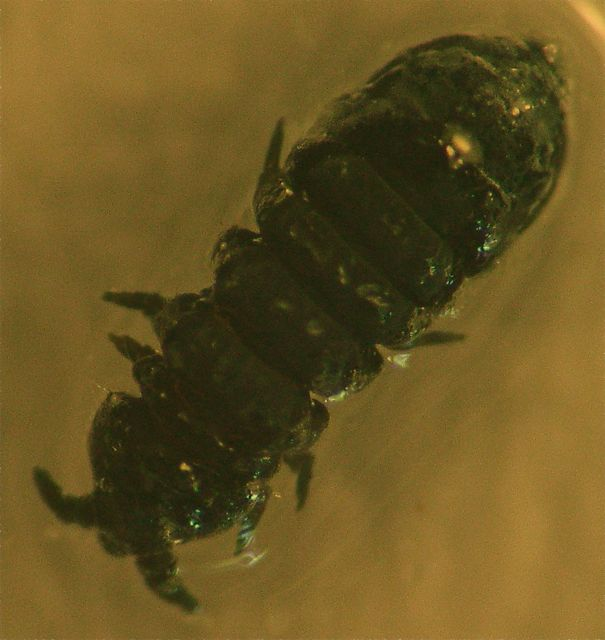
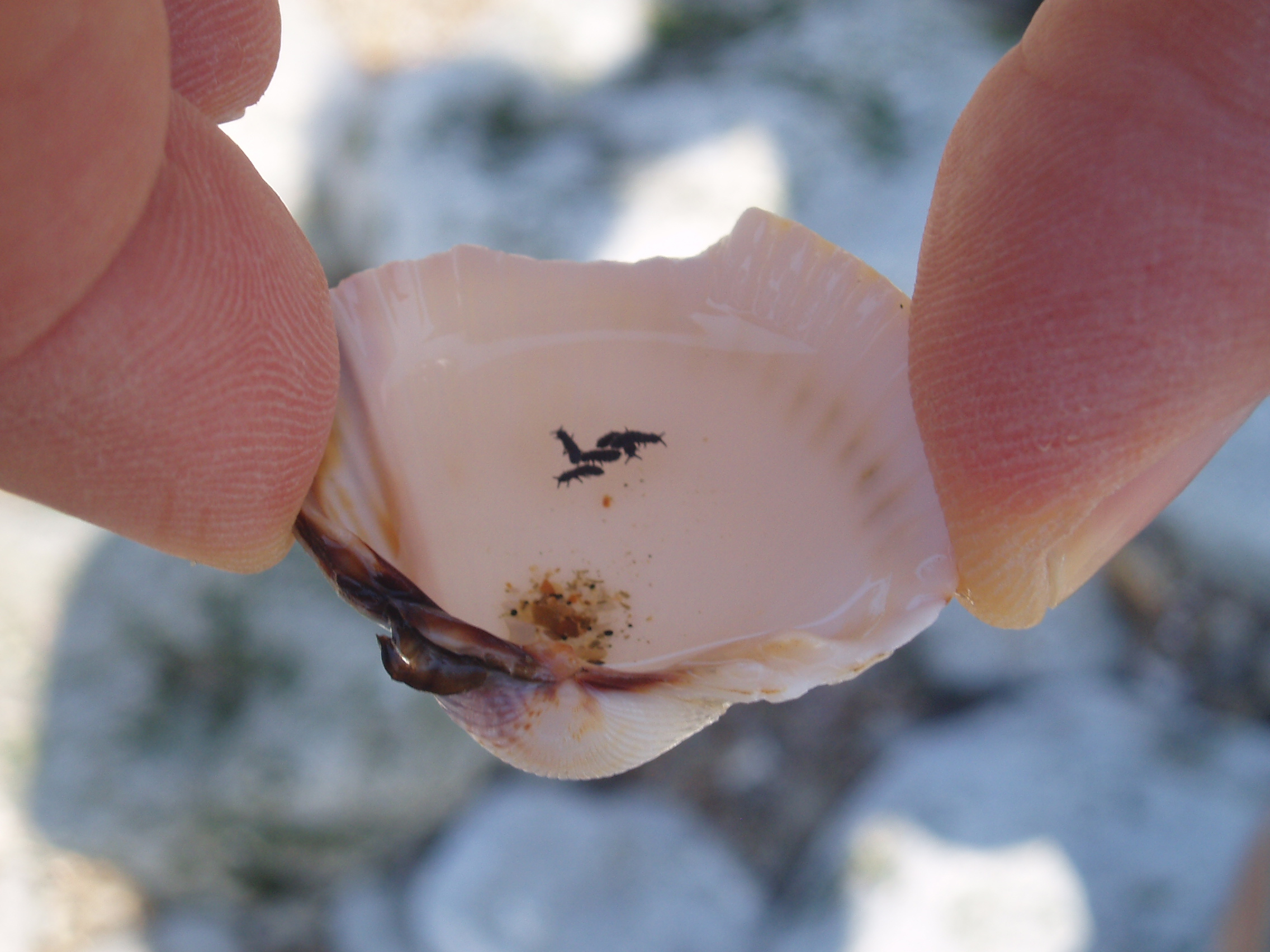
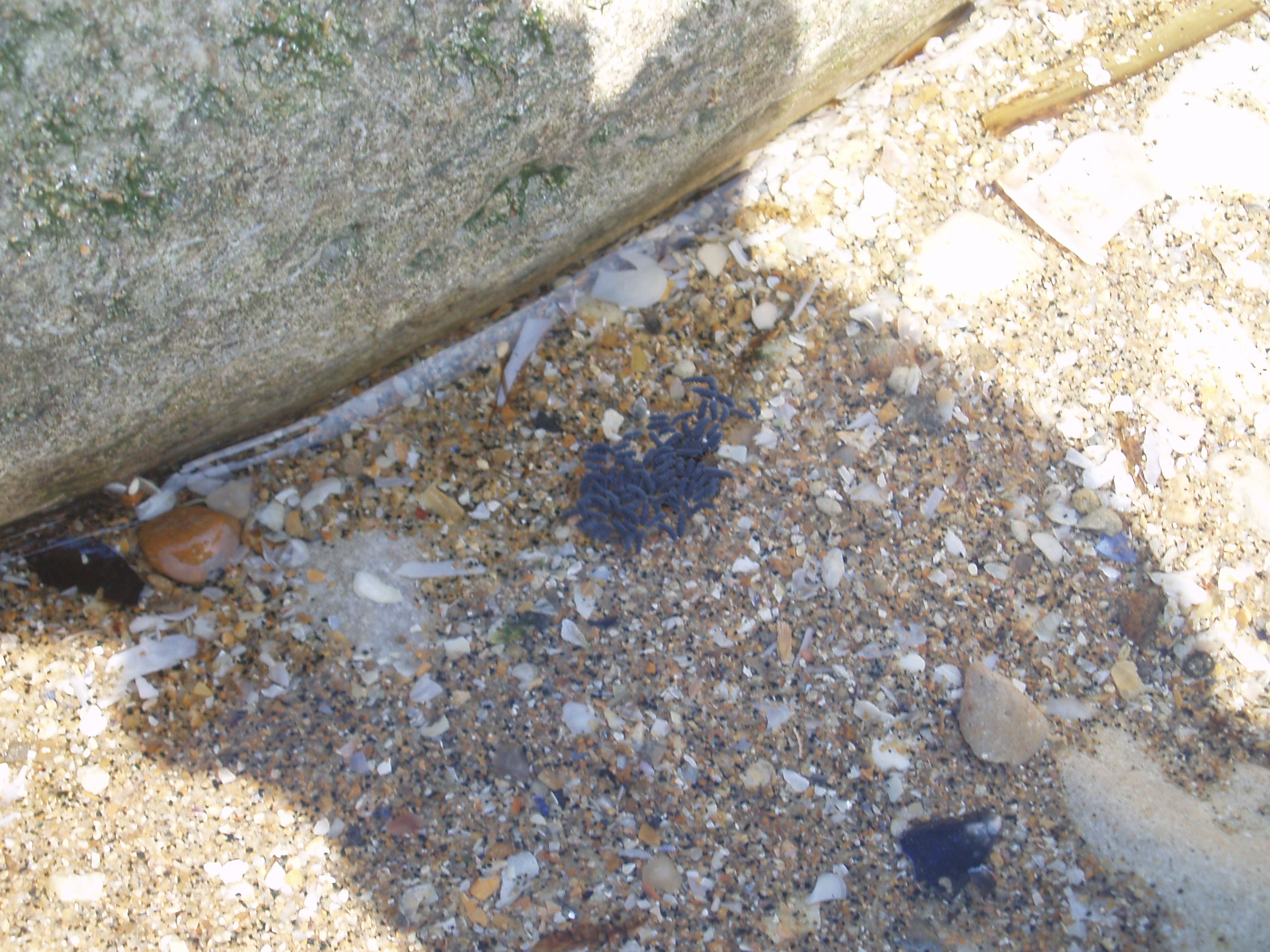